# Azuma Tokuho

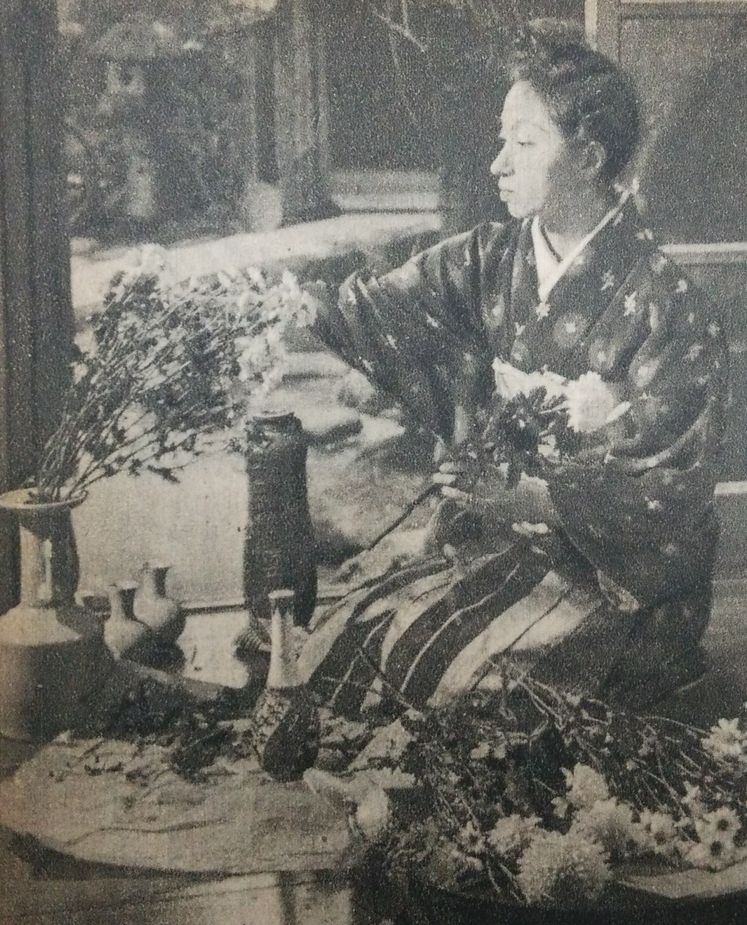
Tokuho Azuma, um 1947

Azuma Tokuho (japanisch 吾妻 徳穂, eigentlich Yamada Kikue (山田 喜久栄); geboren 15. Februar 1909 in der Präfektur Tokio; gestorben 23. April 1998) war eine japanische Tänzerin und Mitglied in der japanischen Akademie der Künste. Sie gründete und leitete die Azuma-Schule für Tanz.

## Leben und Wirken
Tokuho wurde 1909 als Tochter und uneheliches Kind von Ichimura Uzaemon XV. (1874–1945), einem Kabuki-Schauspieler, und der Geisha und Tänzerin Masaya Fujima (藤間政弥, 1879–1957) geboren.
Mit 19 Jahren lernte Tokuho in einer nahegelegenen Künstlergarderobe Nakamura Tomijūrō IV. kennen, verliebte sich in ihn, brannte mit ihm durch und heiratete Tomijūrō. Zwei Jahre später, 1930 gründete sie die Shuntokai (春藤会) und begann von 1933 an unter dem Künstlernamen Harue Fujima als Tänzerin aufzutreten. 1939 verliebte sie sich erneut in Satō Kōjirō (佐藤光次郎, eigentlich Masaya Fujima 藤間万三哉, 1915–1957), den sie in den 1950er Jahren heiratete. 1942 nahm sie den Namen Tokuho an. 1950 übergab sie die Leitung der Azuma-Schule an ihren ältesten Sohn, Nakamura Tomijūrō V. (1929–2011).
Von 1954 bis 1956 tourte sie mit dem Azuma-Kabuki durch die Vereinigten Staaten. Sie traten in 40 Städten in 11 verschiedenen Bundesstaaten auf. 1968 wurde Tomijūrō dann auch Oberhaupt der Azuma-Schule und Tokuho zog sich aus der Schule zurück. 1976 wurde Tokuho mit der Ehrenmedaille am violetten Band geehrt. 1982 erhielt sie den Orden der Edlen Krone in der vierten Verdienstklasse. 1991 wurde Tokuho als Person mit besonderen kulturellen Verdiensten ausgezeichnet.
Tokuho starb 1998 im Alter von 89 Jahren.
Sie hatte zwei Söhne. Ihr Sohn Nakamura Tomijūrō V. war Kabuki-Schauspieler und wurde als Lebender Nationalschatz geehrt. Ihr Enkel Nakamura Takanosuke (* 1999), den ihr Sohn im Alter von 70 Jahren bekam, ist ebenfalls Kabuki-Schauspieler. Ihr zweiter Sohn hieß Motoyasu Yamada.

## Werke (Auswahl)
- 1957 Sekai ni odoru (世界に踊る, etwa: Tanzen durch die Welt)
- 1967 Odori (おどり, etwa: Tanz)
- 1978 Onna degozaru (女でござる, etwa: Frau sein), Autobiographie
- 1988 Odotte odotte hachijūnen omoide no kōyūki (踊って躍って八十年 － 想い出の交遊記), Autobiographie
- 1990 Onna sanmai gei sanmai nyoze no hana (女三昧芸三昧　如是の華)